# خورشیدگرفتگی ۳۰ اسفند ۱۴۱۲
خورشیدگرفتگی ۳۰ اسفند ۱۴۱۲ (۲۰ مارس ۲۰۳۴) یک خورشیدگرفتگی از نوع خورشیدگرفتگی کامل است. زمان اوج آن، ساعت ۱۰:۱۸:۴۵ به‌وقت ساعت هماهنگ جهانی (۱۳:۴۸:۴۵ به وقت ایران) است. حداکثر گرفت کامل این خورشیدگرفتگی ۴ دقیقه و ۹ ثانیه خواهد بود.
این خورگرفت از ساعت ۷:۱۵ جهانی (۱۰:۴۵ ایران) از میانه آبهای اقیانوس اطلس آغاز شده سپس به ترتیب از میانه آفریقا، شمال عربستان، جنوب غرب تا میانه شرق ایران، میانه افغانستان، شمال پاکستان گذشته و نهایتاً در ساعت ۱۲:۵۵ جهانی (۱۶:۲۵ ایران) در میان کشور چین خاتمه می‌یابد.
خورشیدگرفتگی کامل در روز ۳۰ اسفند ساعت سه بعد از ظهر (به وقت ایران) وارد ایران شده و پس از گذر از شهرهای بوشهر، شیراز، کوهبنان،رفسنجان و نهبندان در ساعت سه و پانزده دقیقه بعد از ظهر (چهار و پانزده دقیقه به وقت افغانستان) وارد افغانستان می‌شود و از فراه و غزنی گذشته و سپس در پاکستان و کشمیر از اسلام‌آباد، پیشاور و سرینگر می‌گذرد. پیش از ورود به ایران نیز کسوف در کشورهای عربی از کویت و مدینه گذشته است.
لحظه تحویل سال ۱۴۱۳ به وقت ایران ساعت ۱۶:۴۸ روز ۳۰ اسفند ۱۴۱۲خ یعنی حدود یک و نیم ساعت بعد از عبور گرفت کامل خورشید در ایران است.

## تصاویر

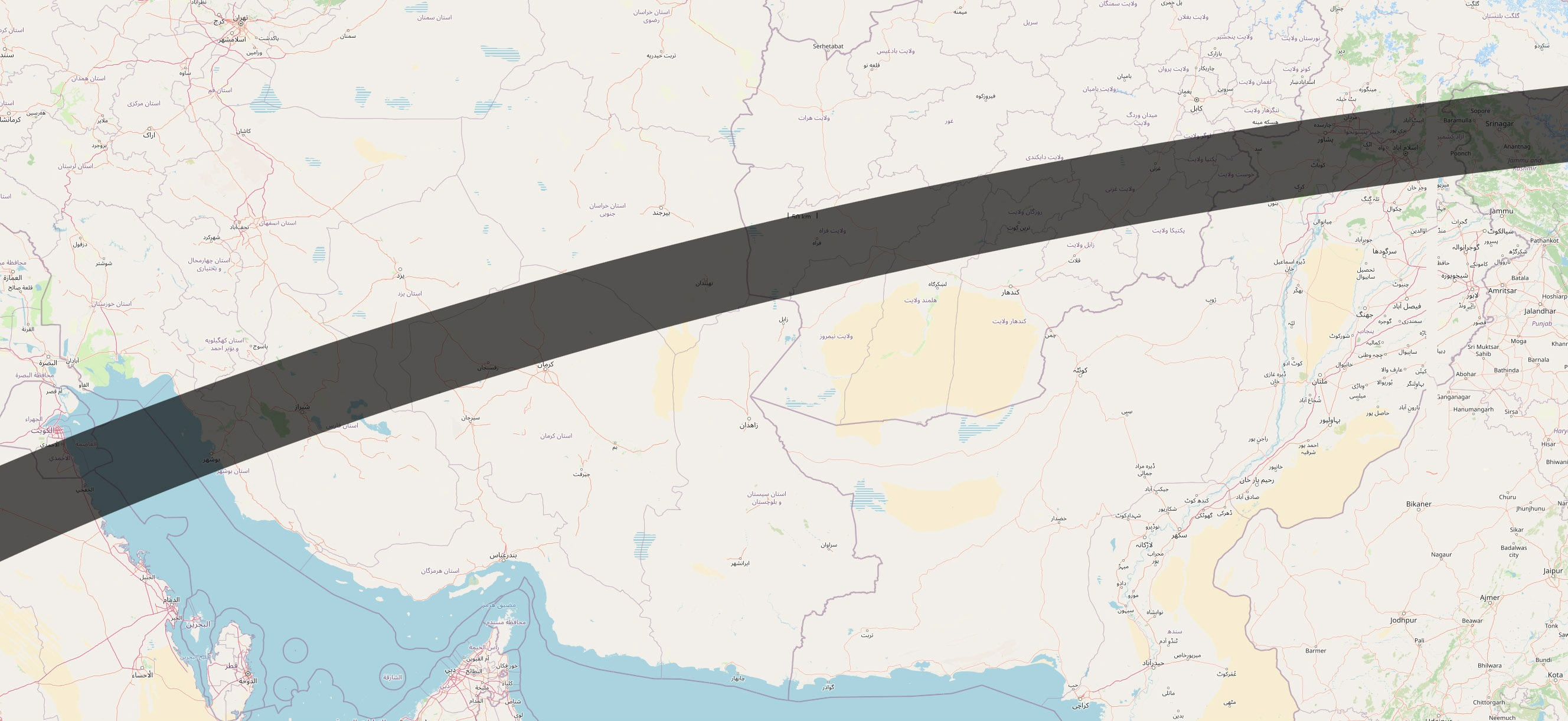
خط سیر خورشیدگرفتگی

مسیر خورشیدگرفتگی